# Cláudia Neto
Cláudia Teresa Pires Neto (Portimão, 18 aprile 1988) è una calciatrice portoghese, centrocampista dello Sporting Lisbona.
Nel settembre 2021, dopo aver marcato 135 presenze e realizzato 19 reti con la maglia nazionale portoghese, formazione della quale è stata anche capitano e seconda come numero di presenze dopo Carla Couto (146), annuncia di rinunciare alle convocazioni con la maglia della sua nazionale per concentrasi esclusivamente nei club.

## Carriera
Claudia Neto inizia la carriera nel campionato portoghese femminile di calcio giocando con il Lagos, alternando l'attività nel calcio a 5 con il calcio femminile a 11.
Nel 2008 decide di trasferirsi all'estero, sottoscrivendo un contratto con il Prainsa Saragozza per giocare in Superliga Femenina, l'allora denominazione del livello di vertice del campionato spagnolo femminile di calcio, dalla stagione entrante. Con la società di Saragozza resta cinque campionati, dal campionato 2011-2012 diventata Primera División, con il migliore risultato sportivo ottenuto nella prima stagione, quinto posto in campionato e finale della Copa de la Reina de Fútbol 2009, persa con l'Espanyol 5-1, finale raggiunta anche nell'edizione 2013 e persa 4-0 con il Barcellona.
Nell'estate 2013 si trasferisce all'Espanyol, per giocare con la società di Barcellona la stagione 2013-2014 che risulta anche l'ultima giocata in Spagna; Neto rimane infatti fino al termine del campionato, concluso all'undicesimo posto in classifica.
Durante il calciomercato estivo 2014 concretizza l'opportunità di trasferirsi nuovamente all'estero, siglando in agosto un accordo con il Linköpings per giocare la seconda parte del campionato di Damallsvenskan 2014. Il primo impegno con la nuova maglia fu la finale di Svenska Cupen damer 2013-2014 vinta sulle avversarie del Kristianstads per 2-1.
Pur non avendo ottenuto un posto utile, il terzo, per accedere ai tornei UEFA, data la precaria situazione economica del Tyresö che non consente alla società di iscriversi alla Champions League, la squadra rileva il suo posto rappresentando la Svezia accanto al primo classificato FC Rosengård. Neto ha così l'occasione di debuttare in un torneo internazionale per club l'8 ottobre 2014, nella partita persa per 1-2 con le inglesi del Liverpool e valida per i sedicesimi di finale dell'edizione 2014-2015. L'iniziale sconfitta non vanificherà il passaggio del turno e la squadra arriverà fino ai quarti di finale, eliminate dalle Campionesse di Danimarca del Brøndby. Nella stagione 2016 contribuisce a conquistare il secondo titolo di Campione di Svezia per la sua squadra e il suo primo titolo nazionale da inserire nel suo personale palmarès, riuscendo nel frattempo a riconquistare la Coppa di Svezia al termine del torneo 2014-2015.

### Nazionale
La Federazione calcistica del Portogallo (FPF) convoca Cláudia Neto per vestire la maglia della formazione della nazionale portoghese Under-18 fin dal 2004, passando alla formazione Under-19 che affronta le qualificazioni al campionato europeo di categoria di Ungheria 2005, di Svizzera 2006 e di Islanda 2007, senza mai qualificarsi per la fase finale.
Neto viene inserita nella rosa della nazionale maggiore in occasione dell'edizione 2006 dell'Algarve Cup, facendo il suo debutto il 9 marzo all'Estádio Restinga Nº 1 di Alvor, nell'incontro perso per 1-0 con l'Irlanda. Da allora viene regolarmente convocata ottenendo come migliore risultato nel torneo l'ottavo posto nelle edizioni 2009 e 2016.
Con la sua nazionale ha inoltre partecipato alle qualificazioni ai campionati europei di Finlandia 2009, Svezia 2013 e Paesi Bassi 2017, riuscendo in quest'ultima ad accedere alla fase finale per la prima volta, e alle qualificazioni, senza mai riuscirci, ai campionati mondiali di Germania 2011 e Canada 2015. Nel frattempo viene inserita in rosa anche nella formazione che si classifica al quarto ne ultimo posto al Torneio Internacional Cidade de São Paulo 2012.
Neto raggiunge la sua centesima partita in nazionale, quarta atleta portoghese a superare questo obiettivo dopo Carla Couto (145 incontri), Edite Fernandes (132) e Paula Cristina (102), durante l'edizione 2017 dell'Algarve Cup, nella partita del 1º marzo giocata all'Estádio Municipal di Lagos e persa con le avversarie della Russia per 1-0.

## Statistiche

### Presenze e reti nei club
Aggiornate al 15 maggio 2022.
| Stagione          | Squadra           | Campionato        | Campionato | Campionato | Coppe nazionali | Coppe nazionali | Coppe nazionali | Coppe continentali | Coppe continentali | Coppe continentali | Altre coppe | Altre coppe | Altre coppe | Totale | Totale |
| Stagione          | Squadra           | Comp              | Pres       | Reti       | Comp            | Pres            | Reti            | Comp               | Pres               | Reti               | Comp        | Pres        | Reti        | Pres   | Reti   |
| ----------------- | ----------------- | ----------------- | ---------- | ---------- | --------------- | --------------- | --------------- | ------------------ | ------------------ | ------------------ | ----------- | ----------- | ----------- | ------ | ------ |
| 2013              | Linköping         | DS                | -          | -          | CS              | 1               | 0               | -                  | -                  | -                  | -           | -           | -           | 1      | 0      |
| 2014              | Linköping         | DS                | 8          | 0          | CS              | 4               | 0               | UWCL               | 6                  | 0                  | -           | -           | -           | 18     | 0      |
| 2015              | Linköping         | DS                | 20         | 2          | CS              | 6               | 1               | -                  | -                  | -                  | -           | -           | -           | 26     | 3      |
| 2016              | Linköping         | DS                | 21         | 0          | CS              | 4               | 0               | -                  | -                  | -                  | -           | -           | -           | 25     | 0      |
| 2017              | Linköping         | DS                | 15         | 0          | CS              | 0               | 0               | UWCL               | 1                  | 0                  | -           | -           | -           | 16     | 0      |
| Totale Linköpings | Totale Linköpings | Totale Linköpings | 64         | 2          |                 | 15              | 1               |                    | 7                  | 0                  |             |             |             | 86     | 3      |
| 2017-2018         | Wolfsburg         | BL                | 11         | 0          | CG              | 3               | 0               | UWCL               | 0                  | 0                  | -           | -           | -           | 14     | 0      |
| 2018-2019         | Wolfsburg         | BL                | 12         | 0          | CG              | 1               | 0               | UWCL               | 6                  | 0                  | -           | -           | -           | 19     | 0      |
| 2019-2020         | Wolfsburg         | BL                | 11         | 2          | CG              | 3               | 2               | UWCL               | 4                  | 2                  | -           | -           | -           | 18     | 6      |
| Totale Wolfsburg  | Totale Wolfsburg  | Totale Wolfsburg  | 34         | 2          |                 | 7               | 2               |                    | 10                 | 2                  |             | -           | -           | 51     | 6      |
| 2020-2021         | Fiorentina        | A                 | 18         | 0          | CI              | 3               | 1               | UWCL               | 3                  | 0                  | SI          | 2           | 0           | 26     | 1      |
| 2021-2022         | Fiorentina        | A                 | 19         | 0          | CI              | 2               | 0               |                    | -                  | -                  |             | -           | -           | 21     | 0      |
| Totale Fiorentina | Totale Fiorentina | Totale Fiorentina | 37         | 0          |                 | 5               | 1               |                    | 3                  | 0                  |             | 2           | 0           | 47     | 1      |
| Totale carriera   | Totale carriera   | Totale carriera   | 135        | 2          |                 | 27              | 4               |                    | 20                 | 2                  |             | 2           | 0           | 184    | 8      |

## Palmarès

### Club
- Campionato tedesco: 2

Wolfsburg: 2018-2019, 2019-2020
- Campionato svedese: 2

Linköping: 2016, 2017
- Coppa di Germania: 2

Wolfsburg: 2018-2019, 2019-2020
- Coppa di Svezia: 2

Linköpings: 2013-2014, 2014-2015